# フォスター・グリフィン
フレッド・フォスター・グリフィン（Fred Foster Griffin, 1995年7月27日 - ）は、アメリカ合衆国フロリダ州オーランド出身のプロ野球選手（投手）。左投左打。読売ジャイアンツ所属。

## 経歴

### プロ入りとロイヤルズ時代

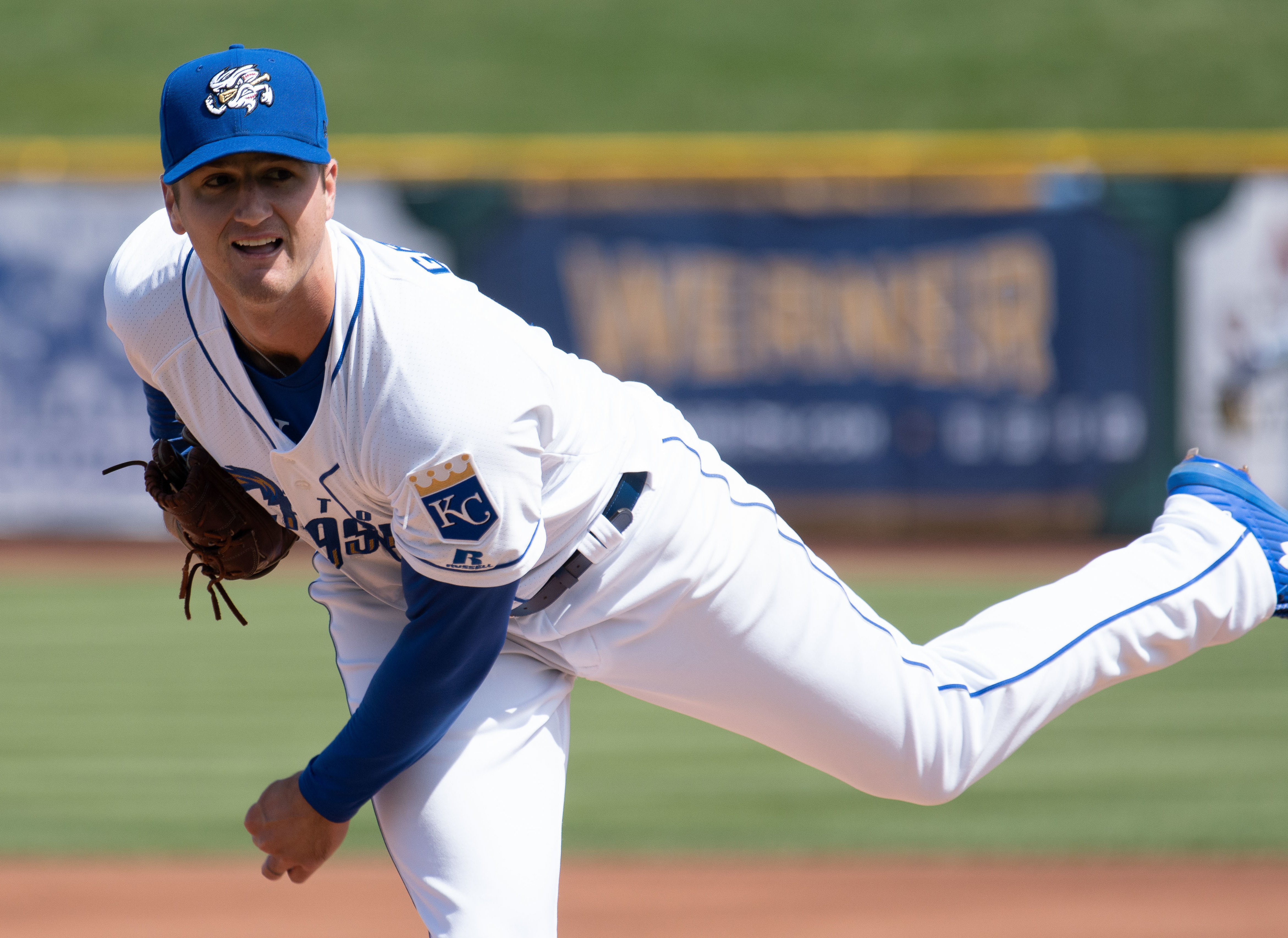
AAA級オマハ・ストームチェイサーズ時代
（2019年4月13日）

2014年のMLBドラフト1巡目追補（全体28位）でカンザスシティ・ロイヤルズから指名され、予定していたミシシッピ大学への進学を取りやめプロ入り。契約金は192万5000ドル。
2019年まで傘下のマイナーチームでプレーし、同年オフにルール・ファイブ・ドラフトでの流出を防ぐために40人枠に登録された。
2020年に自身の誕生日であった7月27日のデトロイト・タイガース戦に救援登板してメジャーデビューを果たし、この試合で初登板初勝利を記録したが、その後左肘を痛め、8月11日にトミー・ジョン手術を受けてそのままシーズン終了となった。オフの11月30日にDFAとなり、その後自由契約となったが、12月2日にマイナー契約で再契約した。
2021年にマイナーリーグで実戦復帰したが、この年はメジャーでの登板はなかった。
2022年は2年ぶりにメジャーに復帰した。7月11日にDFAとなった。

### ブルージェイズ時代
2022年7月16日にジョナサン・バーナルとのトレードで、トロント・ブルージェイズへ移籍した。この年はメジャーで6試合の登板に留まったが、マイナーではAAA級オマハ・ストームチェイサーズ、バッファロー・バイソンズの2チーム合計で38試合に登板して6勝0敗、防御率2.10、57奪三振の成績を記録した。オフの11月15日に自由契約となった。

### 巨人時代
2023年1月12日に読売ジャイアンツへの入団が発表された。背番号は29。
2023年は、4月1日の中日ドラゴンズ戦（東京ドーム）で、先発投手として来日初登板し、7回無失点で初勝利を挙げたが、同8日の広島東洋カープ戦（MAZDA Zoom-Zoom スタジアム広島）では4回1/3を6失点（自責5）で、初敗戦を喫した。来日当初は左投右打と登録されていたが、上記2試合ではともに左打者として打席に入っていたため、4月11日に投打の登録を左投左打に変更した。最終的に20試合に先発登板し6勝5敗、防御率2.75を記録。オフには新たに2年契約を結んだ。推定年俸は2億円となった。
2024年はオープン戦3試合で計6回11失点と不調だったものの、4試合目の楽天イーグルス戦で好投し開幕ローテーション入り。4月8日の試合後に右腹直筋筋損傷と診断され登録抹消されるが、同月21日に三軍戦で実践復帰。28日のヤクルトスワローズ戦で先発するが、4回8失点と炎上し再び二軍降格となった。二軍での再調整を経て6月8日のオリックス戦より一軍に復帰すると、それ以降は先発ローテーションに定着。6～9月の4か月間で各月奪三振率を9.00以上、特に6月は4試合で防御率1.26と復調し、最終的なシーズン成績は20試合の先発で6勝4敗、防御率3.01でリーグ制覇に貢献した。
2025年は3月29日の開幕2戦目で先発予定だったが発熱を理由に先発を回避し、翌30日に出場選手登録を抹消された。4月26日の阪神戦に中継ぎで初登板し2回1失点、5月4日のDeNA戦で同年初先発、同じく同年初先発出場の岸田行倫とバッテリーを組み、6回無失点・岸田の適時打や本塁打による援護で同年初勝利を挙げた。7月12日のDeNA戦で勝利し、2016年スコット・マシソン以来の負けなしの6連勝を達成した。

## 選手としての特徴
最速155km/hのストレートと、ストレートに近い軌道で変化する特徴的なカットボールを武器とし、ツーシーム、スライダー、チェンジアップ、カーブも操る。来日後はチェンジアップの精度への不安から、戸郷翔征や久保康生コーチらからアドバイスを受け、スプリットを習得した。
読売ジャイアンツの入団会見では自身の特徴について、「強い競争心、闘争心だと思っている」と述べた。

## 詳細情報

### 年度別投手成績
| 年 度    | 球 団    | 登 板 | 先 発 | 完 投 | 完 封 | 無 四 球 | 勝 利 | 敗 戦 | セ 丨 ブ | ホ 丨 ル ド | 勝 率 | 打 者 | 投 球 回 | 被 安 打 | 被 本 塁 打 | 与 四 球 | 敬 遠 | 与 死 球 | 奪 三 振 | 暴 投 | ボ 丨 ク | 失 点 | 自 責 点 | 防 御 率 | W H I P |
| -------- | -------- | ----- | ----- | ----- | ----- | -------- | ----- | ----- | -------- | ----------- | ----- | ----- | -------- | -------- | ----------- | -------- | ----- | -------- | -------- | ----- | -------- | ----- | -------- | -------- | ------- |
| 2020     | KC       | 1     | 0     | 0     | 0     | 0        | 1     | 0     | 0        | 0           | 1.000 | 6     | 1.2      | 0        | 0           | 0        | 0     | 0        | 1        | 0     | 0        | 0     | 0        | 0.00     | 0.00    |
| 2022     | KC       | 5     | 0     | 0     | 0     | 0        | 0     | 0     | 0        | 0           | ----  | 24    | 4.1      | 6        | 0           | 4        | 0     | 1        | 2        | 0     | 0        | 7     | 6        | 12.46    | 2.31    |
| 2022     | TOR      | 1     | 0     | 0     | 0     | 0        | 0     | 0     | 0        | 0           | ----  | 8     | 2.0      | 1        | 0           | 1        | 0     | 0        | 2        | 0     | 0        | 0     | 0        | 0.00     | 0.00    |
| '22計    | TOR      | 6     | 0     | 0     | 0     | 0        | 0     | 0     | 0        | 0           | ----  | 32    | 6.1      | 7        | 0           | 5        | 0     | 1        | 4        | 0     | 0        | 7     | 6        | 8.53     | 1.90    |
| 2023     | 巨人     | 20    | 20    | 1     | 0     | 0        | 6     | 5     | 0        | 0           | .545  | 493   | 121.0    | 101      | 8           | 29       | 1     | 6        | 115      | 2     | 1        | 41    | 37       | 2.75     | 1.07    |
| 2024     | 巨人     | 20    | 20    | 0     | 0     | 0        | 6     | 4     | 0        | 0           | .600  | 468   | 116.2    | 99       | 9           | 23       | 0     | 4        | 126      | 0     | 1        | 40    | 39       | 3.01     | 1.05    |
| MLB：2年 | MLB：2年 | 7     | 0     | 0     | 0     | 0        | 1     | 0     | 0        | 0           | 1.000 | 38    | 8.0      | 7        | 0           | 5        | 0     | 1        | 5        | 0     | 0        | 7     | 6        | 6.75     | 1.50    |
| NPB：2年 | NPB：2年 | 40    | 40    | 1     | 0     | 0        | 12    | 9     | 0        | 0           | .571  | 961   | 237.2    | 200      | 17          | 52       | 1     | 10       | 241      | 2     | 2        | 81    | 76       | 2.88     | 1.06    |

- 2024年度シーズン終了時

### 年度別守備成績
| 年 度 | 球 団 | 投手（P） | 投手（P） | 投手（P） | 投手（P） | 投手（P） | 投手（P） |
| 年 度 | 球 団 | 試 合     | 刺 殺     | 補 殺     | 失 策     | 併 殺     | 守 備 率  |
| ----- | ----- | --------- | --------- | --------- | --------- | --------- | --------- |
| 2020  | KC    | 1         | 0         | 0         | 0         | 0         | ----      |
| 2022  | KC    | 5         | 0         | 2         | 0         | 0         | 1.000     |
| 2022  | TOR   | 1         | 0         | 0         | 0         | 0         | ----      |
| '22計 | TOR   | 6         | 0         | 2         | 0         | 0         | 1.000     |
| 2023  | 巨人  | 20        | 8         | 26        | 2         | 2         | .944      |
| 2024  | 巨人  | 20        | 2         | 17        | 0         | 1         | 1.000     |
| MLB   | MLB   | 7         | 0         | 2         | 0         | 0         | 1.000     |
| NPB   | NPB   | 40        | 10        | 43        | 2         | 3         | .964      |

- 2024年度シーズン終了時

### 記録

#### NPB
初記録
投手記録
- 初登板・初先発登板・初勝利・初先発勝利：2023年4月1日、対中日ドラゴンズ2回戦（東京ドーム）、7回無失点[13]
- 初奪三振：同上、1回表に高橋周平から空振り三振

打撃記録
- 初打席：2023年4月1日、対中日ドラゴンズ2回戦（東京ドーム）、2回裏に涌井秀章から空振り三振
- 初打点：2023年4月15日、対中日ドラゴンズ5回戦（バンテリンドーム ナゴヤ）、2回表に髙橋宏斗から中犠飛[29]
- 初安打：2023年4月22日、対東京ヤクルトスワローズ2回戦（明治神宮野球場）、6回表に山本大貴から左前安打[30]

### 背番号
- 60（2020年、2022年）
- 29（2023年[12] - ）